# Jérôme Peignot
Pour les articles homonymes, voir Peignot.
Jérôme Peignot, né le 10 juin 1926 à Paris où il meurt le 19 juillet 2025,, est un romancier, poète, spécialiste de la typographie et essayiste français.
Auteur d'une trentaine d'ouvrages, il se fait connaître en obtenant le prix Sainte-Beuve, en participant à diverses actions politiques, en publiant Les Écrits de Laure, et en dirigeant un ouvrage important sur la « Typoésie ». Il est connu également pour avoir lancé la notion d'acousmatique dans les années 1960.

## Biographie
Jérôme Peignot est le fils de Suzanne Peignot, cantatrice, et de Charles Peignot, directeur de la fonderie Deberny et Peignot. Il est également le neveu de l'écrivaine Colette Peignot (Laure), et le petit-fils de Georges Peignot, le créateur de la prestigieuse Fonderie G. Peignot & Fils qui deviendra Deberny et Peignot.
Adolescent, Jérôme Peignot découvre au lycée Louis-le-Grand les ravissements de la culture savante en même temps que la cruauté de la guerre (il en parle abondamment dans ses nouvelles et sera décoré pour faits de résistance). Bachelier en 1945, il s'inscrit en Sorbonne pour y obtenir un certificat d’esthétique de la licence libre en 1946 ; parallèlement, il suit la scolarité de l'école Estienne. C'est dans la même Sorbonne qu'il soutient bien des années plus tard (1982) un doctorat d'État (sur travaux) devant un jury prestigieux (Julia Kristeva, Gilbert Lascault, Jean Laude, Marc Le Bot, Louis Marin, Bernard Teyssèdre) sur le sujet « De la calligraphie latine ».
Engagé tôt en littérature, sous l'influence de Michel Leiris en particulier (L'âge d'homme lui ayant tracé la voie), Jérôme Peignot travaille néanmoins dans l'édition (services de fabrication des Éditions Dunod et des Éditions Arts et métiers graphiques, 1948-1949 ; Service de fabrication puis rédacteur à Sélection du Reader’s Digest, 1950-1963 ; lecteur puis rédacteur aux Éditions Denoël, 1963-1967). En 1963, en tant que délégué du Comité d'entreprise au Reader's Digest, il organise une grève contre la suppression d'une prime ; grève victorieuse, mais Jérôme Peignot est mis à la porte, malgré 13 ans de service (sous prétexte de l'obtention du Prix Sainte-Beuve : « si vous savez écrire pour des happy few, vous semblez ne toujours pas avoir découvert quel était le style qui convient à la surface imprimée la plus lue après la Bible », écrivait le rédacteur en chef dans sa lettre de congédiement). Il en tire un roman, Grandeur et misère d’un employé de bureau, publié chez Gallimard en 1965.
À partir de 1961, le monde de la radio fait appel à lui. Il est un pilier de l’émission Le Masque et la Plume sur les ondes de la radio publique française : jusqu'en 1964, il en est coproducteur et coréalisateur, en compagnie de Michel Polac et François-Régis Bastide. Il fait partie de ceux qui « sabordent » l'émission après une directive de la Direction exigeant la censure des auteurs ayant signé le Manifeste des 121 (qui appelait à l'insoumission dans la Guerre d'Algérie). Puis, de 1972 à 1983, il produit diverses émissions littéraires et philosophiques pour France Culture : Les chemins de la connaissance, Les nuits magnétiques, La matinée littéraire... Il fait même le comédien dans un long-métrage de Michel Polac, La chute d'un corps.
Intellectuel engagé, Jérôme Peignot intervient dans les débats. En 1965, invité au séminaire international d'Harvard par Henry Kissinger, il publie dans The Crimson, le journal de l'université, faute d'avoir pu intervenir sur la situation au Viêt Nam, un article visant à se désolidariser des membres du séminaire, plutôt favorables. Conséquence: on lui supprime son visa. De même, en 1968, il participe à l'occupation de la Société des gens de lettres, pour faire valoir les droits sociaux des écrivains. Peu après, il est de ceux qui fondent l'Union des écrivains et il fait partie du Comité de fonctionnement afin de poursuivre la lutte en ce sens,,. En 1970, il mène la « bataille d'Ivry », en soutenant des éboueurs originaires du Mali, qui habitent un bâtiment insalubre à Ivry-sur-Seine et font une grève du « loyer » contre le propriétaire malien. Avec Michel Leiris et Jean-Pierre Faye et une escouade d'étudiants, ils organisent un sit-in dans le logement du logeur : le quartier est cerné par les CRS, les meneurs embarqués dans le « panier à salade », et ils passent 3 jours dans une cellule du commissariat du XIIIe arrondissement. En 1972, son pamphlet Les gens du monde au pouvoir ou la 5e République et la Culture (Éd. Éric Losfeld) est saisi par la police, et les ouvrages détruits. En 1972 encore, Jérôme Peignot est Président du Front des artistes plasticiens (cf. vidéo au Journal télévisé de 1972). En 1972 toujours, Jérôme Peignot se fait connaître également par l'affaire "Sartorus", un cargo soviétique en cale sèche à Dunkerque. Des ouvriers immigrés illégaux y travaillent dans des conditions insensées (dans l'anonymat total, 21 d'entre eux y trouvent la mort). En compagnie de Jean-Pierre Faye et quelques autres, Jérôme Peignot intervient en justice contre l'employeur, qui est finalement condamné à une amende d'1 franc symbolique. L'ouvrage collectif Lutte de classe à Dunkerque (Éd. Galilée) s'en fait l'écho. En 1992, il fait partie du comité de soutien au référendum de Maastricht.
En 1976, Jérôme Peignot fait rééditer contre la volonté de son père Les écrits de Laure que Georges Bataille et Michel Leiris avaient publié une première fois à compte d'auteur en 1939 et 1943. Deux ans plus tard, ayant retrouvé des manuscrits inédits de Laure, il parvient à une seconde édition augmentée chez Robert Laffont, avec une préface personnelle intitulée « Ma mère diagonale ». Le conflit avec son père s'épaissit ; ce dernier demande la « destruction des plombs devant huissier ». Conseillé par l'avocat Roland Dumas, Jérôme Peignot crée une Association des amis de Laure, composée de Marguerite Duras, Michel Foucault, Claude Mauriac, et une centaine d'autres. À la suite d'une presse très abondante, et louangeuse, le père de Jérôme Peignot finit par consentir à une troisième édition chez Pauvert, bientôt suivie d'une collection de poche et de traductions nombreuses.
Attaché à la typographie par son ascendance familiale, Jérôme Peignot lui consacre un ouvrage en 1967, De l’écriture à la typographie (Gallimard) et plusieurs combats. Ainsi, en 1982, il est l'instigateur d'une Commission interministérielle sur le graphisme et la typographie, présidée par le Ministre de la culture, Jack Lang. À cette occasion, il rédige un rapport, L'apprentissage de la lecture et de l'écriture dans l'enseignement public. En 1996, à la demande de Jack Lang, désormais Ministre de l'éducation nationale, il est chargé de mission sur l'écriture, son apprentissage, son histoire, ses techniques... Et, depuis les années 1990, il s'illustre par son combat pour la sauvegarde du patrimoine typographique de l'Imprimerie nationale. En particulier, après la vente scandaleuse des locaux de l'Imprimerie nationale à un fonds d'investissement américain, le matériel est stocké de manière anarchique au cours d'un déménagement mal planifié. Jérôme Peignot est à l'initiative d'une pétition lancée sur le site garamonpatrimoine.org qui recueille 25 000 signatures dans le monde entier. En 2007, il publie une « Lettre ouverte à Nicolas Sarkozy ». Le fonds est finalement transféré dans des locaux ultra-sécurisés à Flers-en-Escrebieux.
Enfin, entre 1981 et 1991, Jérôme Peignot revient en Sorbonne pour se charger d'un cours sur l'écriture et la typographie.
Mais c'est encore l'écriture qui est son métier principal : une trentaine d'ouvrages, romans, nouvelles, essais, albums pour enfants, chez des éditeurs prestigieux ou en voie de le devenir (Gallimard, Seuil, Christian Bourgois, Grasset, Pauvert, Chêne, Cendres...)
Jérôme Peignot meurt le 19 juillet 2025, à 99 ans.

## Œuvre

### Livres
- 1957. Jérômiades, Paris, Seuil. Roman
- 1959. Jérômiades II. Constance, Paris, Seuil. Roman
- 1962. Jérômiades III. L'or des fous (Paris, Seuil). Roman. Prix Sainte-Beuve
- 1965. Grandeur et misère d’un employé de bureau (Paris, Gallimard). Roman
- 1967. De l’écriture à la typographie (Paris, Gallimard, coll. "Idées"). Essai
- 1967. L'amour a ses princes (Paris, Gallimard). Roman
- 1971. La tour (Paris, Christian Bourgois). Roman
- 1972. Les gens du monde au pouvoir ou la 5e République et la Culture (Paris, Éric Losfeld). Pamphlet.
- 1974. Le pense-bêtes (Paris, Grasset Jeunesse, avec des illustrations de Colette Portal). Poésie visuelle
- 1974. Les jeux de l’amour et du langage (Paris, Christian Bourgois, coll. "10/18"). Essai.
- 1976 (2003). Au pied de la lettre (Paris, Éd. Delarge Jeunesse, avec des illustrations de Robert Constantin)[19]. Poésie visuelle
- 1978. Du calligramme (Paris, Éd. du Chêne). Essai
- 1978. Le petit gobe-mouches (Paris, Christian Bourgois, avec une illustration de Valerio Adami). Poésie visuelle
- 1981. Typocédaire (Paris, Éd. de l’Équerre). Poésie visuelle
- 1982. Du chiffre (réédition augmentée, Éd. Jacques Damase). Essai. Publié une première fois en 1969 pour le compte de la Banque Le Crédit Lyonnais (Paris, Laurent Tisné).
- 1983. Du trait de plume aux contre-écritures (Paris, Jacques Damase). Essai
- 1986 (1990). Puzzle I (Paris, Âge d’homme). Nouvelles (cf. extraits)
- 1988 (2005). Moïse ou la preuve par l’alphabet de l’existence de Iahvé. Petit essai d'épigraphie polémique (Paris, Jérôme Millon). Essai (cf. extraits)
- 1988. Affiches-posters d’Air France, 1933-1983 (Paris, F. Hazan)
- 1989. Pierre Leroux, inventeur du socialisme, Paris, Klincksieck. Essai
- 1993 (coord., ré-édition en 2005). Typoésie, Paris, Imprimerie nationale. Poésie visuelle
- 1993. Un printemps à Pékin, Paris, Calmann-Lévy. Roman
- 1995. L'alphabet des lettres, ou le petit hamburgefons, Paris, Imprimerie nationale
- 1996. Le Petit Peignot, Paris, Éditions des cendres
- 1996. Puzzle II (préf. Bernard Noël), Belgique, Talus d’approche. Nouvelles
- 1996. Toutes les pommes se croquent, Paris, Éditions des cendres. Poésie
- 2000. Petit traité de la vignette : elle contribue à l'ivresse de la lecture, Paris, Imprimerie nationale, 2000, 163 p. (ISBN 978-2-74330-361-7). Essai
- 2001. Je vous donne de mes nouvelles, Paris, Éditions des cendres, 2001, 148 p. (ISBN 978-2-86742-103-7). Nouvelles
- 2004. Typoèmes, Paris, Seuil, 240 p. (ISBN 978-2-86742-173-0, lire en ligne). Poésie visuelle
- 2005 (ré-édition, J. Peignot & Marcel Cohen, coord.). Histoire et art de l'écriture (Paris, Robert Laffont, coll. « Bouquins », 1 179 pages). Essais
- 2005. Broyer du bleu : nouvelles et notules, Paris, Éditions du Rocher, 197 p. (ISBN 2268056139, lire en ligne). Nouvelles
- 2008. Les cent sonnets de Ker Borny, Paris, Éditions des cendres, 2008, 116 p. (ISBN 2867421608, lire en ligne). Poésie
- 2010. Le gai savoir de la mort, Paris, Éditions des cendres, 123 p. (ISBN 978-2-86742-173-0, lire en ligne). Essai
- 2012 (ré-édition). Les jeux de l’amour et du langage, Paris, Rue des cascades, 2009, 256 p. (ISBN 978-2-917051-05-4). Essai.
- 2014 (ré-édition). Pierre Leroux, inventeur du Socialisme (Paris, Chryséis éditions). Essai
- 2015. Sonnets. Deux quatrains, deux tercets et à Paris deux rives (préf. Frédéric Sojcher, photogr. Élisabeth Leroy-Viniane), Paris, Éditions de l'amandier, 2015, 114 p. (ISBN 235516262X, lire en ligne). Poésie
- 2017. Portraits en miroir : d'Aragon à Valéry, Bruxelles, Impressions nouvelles, 139 p. (ISBN 978-2-87449-447-5, lire en ligne). Souvenirs
- 2017. Typoèmes : poésie visuelle, Arles, Actes sud, 128 p. (ISBN 978-2-330-08731-9, lire en ligne). Poésie visuelle
- 2019. Mes paradis perdus : sonnets, Paris, Harmattan, 261 p. (ISBN 978-2-343-18484-5, lire en ligne). Poésie
- 2021. Ma part d'infini, Bruxelles, Les impressions nouvelles, 192 p. (ISBN 978-2-87449-825-1, lire en ligne). Essai
- 2025 : Jérôme & Cie, Meurcourt, Éditions Les cahiers, 2025, 603 p. (ISBN 979-10-95977-14-8)

### Articles
Les articles ont été publiés dans de nombreuses revues, françaises ou étrangères: Communication et langages, La gazette de Lausanne, Connaissance des arts, Opus international, la NRF, le Mercure de France, les Cahiers du Sud, les Cahiers des saisons, Esprit, L’œil, Vogue, Obliques, Monde nouveau, la Parisienne, Le Monde, L’Observateur, Combat...

### Articles en ligne
Nombreux articles en ligne sur le site personnel de l'auteur, dont: 
- 1960. « De la musique concrète à l'acousmatique », Esprit, nº 280 (janvier), p. 116.
- 1975. « La dialectique imagée du plaisir ». Oblique. Nº spécial sur Hans Ballmer. Nyons: Éditions Borderie.
- 1980. « Les calligraphies musicales de Claude Melin ». Communications et langages, no 45, p. 39-47
- 1981. « Les jeux de la typographie et du sens ». Communications et langages, no 48, p. 52-61
- 1987. « Pierre Leroux: "d'une nouvelle typographie" ». Communications et langages, no 74, p. 24-41
- 1987. « Petit traité de la ligature ». Communications et langages, no 73, p. 20-36
- 2008. « Vers une nouvelle grammaire ». Enseigner le français, no 8 (octobre)

## Archives personnelles
Jérôme Peignot a versé ses archives personnelles et manuscrits à la Bibliothèque de l'Arsenal (Paris) en 2007.

## Distinctions
- 1962. Prix Sainte-Beuve
- 1977 : "Mention" Premio Grafico Fiera di Bologna per la Gioventù, Foire du livre de jeunesse de Bologne[20] (Italie) pour Au pied de  la lettre, coréalisé avec Robert Constantin.
- 1984. Chevalier dans l'Ordre des Arts et des Lettres